# 5339 Desmars
5339 Desmars este o planetă minoră (asteroid), cu un diametru de 16,356 km, din centura de asteroizi. A fost descoperită pe 4 februarie 1992 la Okutama⁠(d) de Tsutomu Hioki⁠(d) și a fost numită după Josselin Desmars⁠(d). 
Obiectul prezintă o orbită caracterizată de o semiaxă mare de 3,1842759 UAi, o excentricitate de 0,0754207, o înclinație de 2,38605 ° în raport cu ecliptica.